# Хребет Альфа

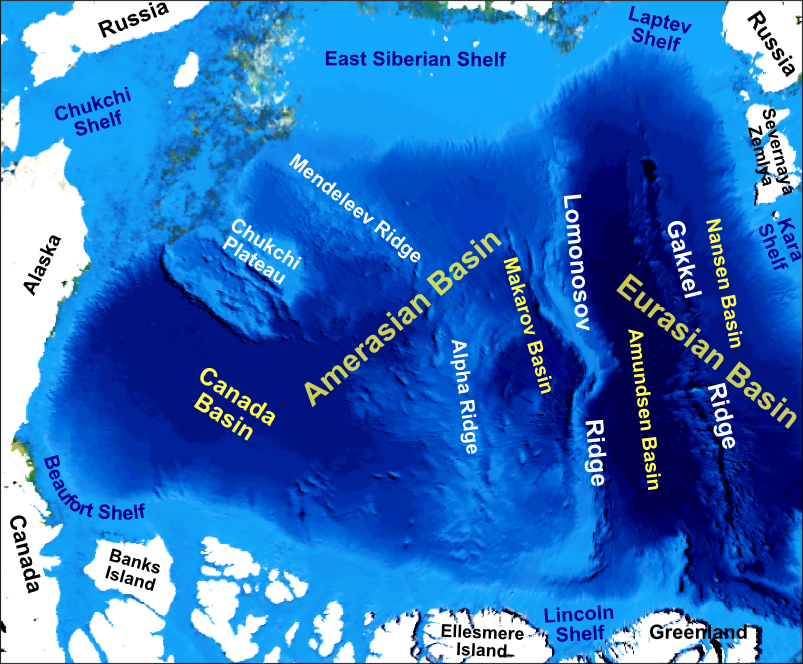
Головні батіметричні/топографічні особливості Північного Льодовитого океану

Хребет Альфа — великий вулканічний хребет на дні Північного Льодовитого океану, між Канадською котловиною і хребтом Ломоносова. Був активним протягом формування Амеразійського басейну. Хребет Альфа є продовженням хребта Менделєєва. Проте назва останнього збереглась лише за тією частиною підводного хребта, що лежить в російському секторі Арктики. Іншу частину називають хребтом Альфа (назва американської дрейфуючої арктичної станції).
Найбільша відносна висота хребта складає 2700 м, ширина — 200–450 км. Хребет був відкритий у 1963, і досліджений канадською експедицією у 1983.
Хребет Альфа, хребет Ломоносова і хребет Нансена-Гаккеля є трьома основними хребтами, що ділять дно Північного Льодовитого океану і прямують, як правило, паралельно один одному.